# Nitocrella neutra
Nitocrella neutra är en kräftdjursart som beskrevs av Andreas Kiefer 1933. Nitocrella neutra ingår i släktet Nitocrella och familjen Ameiridae. Inga underarter finns listade i Catalogue of Life.